# Una scuola per Malia
Una scuola per Malia (Won't Back Down) è un film del 2012 diretto da Daniel Barnz.
Il film narra una vicenda veramente accaduta negli Stati Uniti d'America.

## Trama
Due  madri determinate, di cui una è insegnante, lottano per modificare la  scuola fallimentare che frequentano i loro figli. Di fronte ad una burocrazia potente e radicata, rischieranno tutto per migliorare la formazione ed il futuro dei propri figli.

## Produzione
Il film è basato su fatti veramente accaduti nel 2010 a Los Angeles, dove un gruppo di genitori denuncia e lotta contro la corruzione della scuola pubblica. Attraverso una petizione riescono ad ottenere il controllo sulle decisioni interne della scuola.
La Walden Media portò già un altro caso della scuola pubblica americana sul grande schermo, ne 2010 con il documentario Waiting for "Superman".
Il titolo di lavorazione del film fu Learning to Fly.

### Cast
Le attrici Maggie Gyllenhaal e Viola Davis sono le prime ad entrare nel cast del film, poco dopo fu aggiunta l'attrice Holly Hunter, lontana dal cinema da 7 anni dopo il film The Big White.

### Riprese
Le riprese del film si sono svolte a Pittsburgh, nello stato della Pennsylvania (USA).

## Distribuzione
Il primo teaser trailer del film esce il 16 maggio 2012; il primo trailer esteso invece il 6 giugno.
La pellicola esce nei cinema statunitensi il 28 settembre 2012.

### Rating
Il film viene classificato Rated PG, cioè viene consigliata per i bambini la presenza dei genitori alla visione del film.